# Nymburk
Nymburk város a Cseh köztársaságban, a Közép-csehországi régióban.

## Fekvés
Prágától 45 km-re keletre, az Elba (Lábe) folyó mellett fekvő település.

## Története

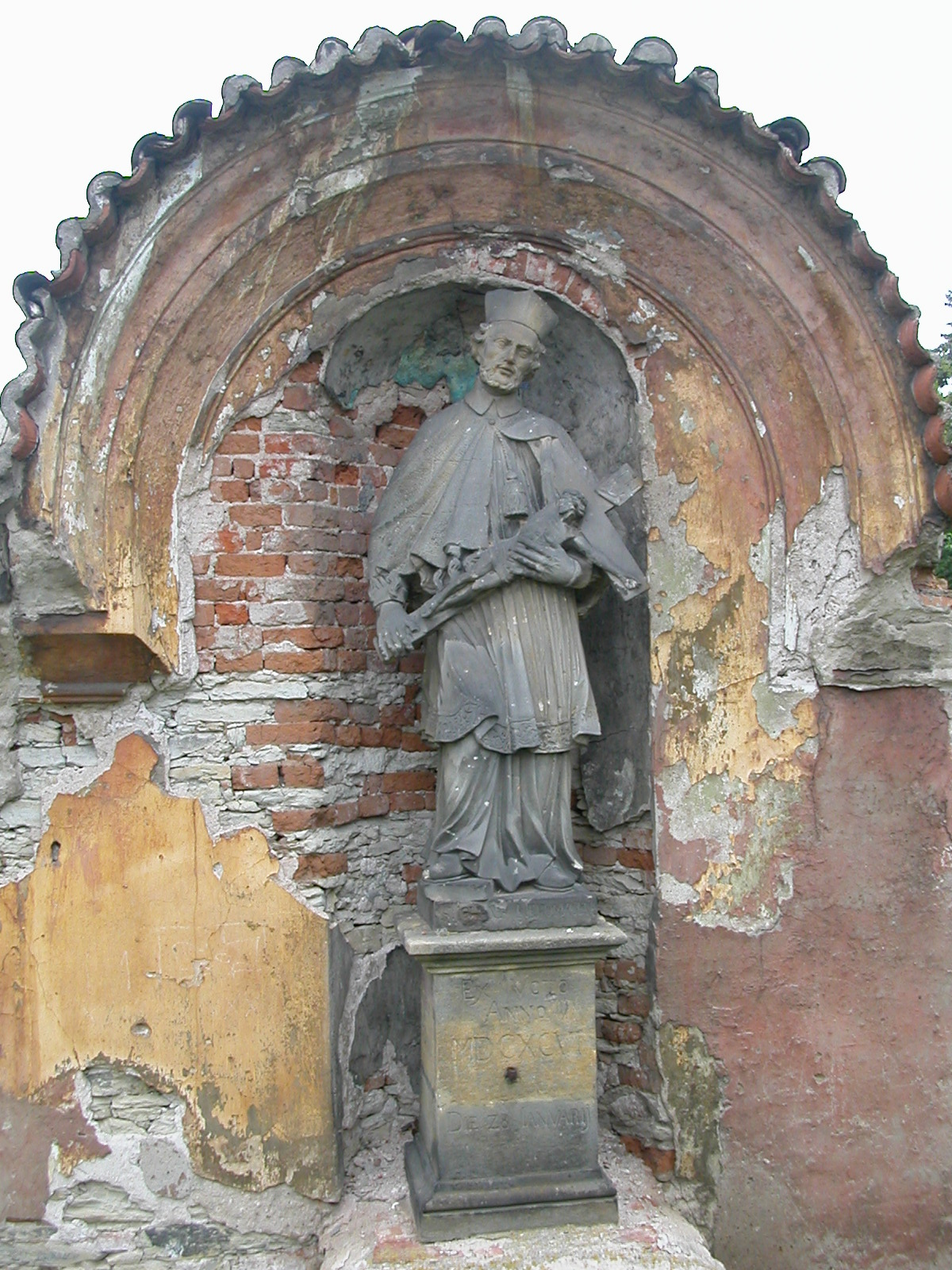
Nepomuki Szent János szobra Nymburkban

Nymburk és környéke már a kőkorszakban (Kr. e. 3600) is lakott volt az itt talált leletek alapján.
A várost még 1275-ben II. Ottokár cseh király alapította. 
Az Elba partján épült várost a 14. században épült; hat bástyával, kettős árokkal körülvett várfal védte. Ez Csehország egyik legépebben megmaradt városfala.
A 15. századi huszita háborúk a város fejlődését – bár a domokos kolostor leégett – csak kis mértékben befolyásolták, virágkora egészen a 17. század elejéig tartott.
1618–1648 között, a Harmincéves háború idején a város fejlődése megtorpant. A várost ekkor kirabolták, felgyújtották, erődje is csaknem megsemmisült.
Nymburk fejlődésében 1870, a vasútvonal megépítése hozott fordulópontot, mely egyben a város fejlődését is eredményezte. Új épületek sokasága épült, a város túlnőtt az évszázados erődítmény falain. A város azonban eredeti középkori elrendezését továbbra is tökéletesen megőrizte. 
A város történelmi központjában található többek között a  Szent Egyed-templom, a gótikus építészet ritka példája, továbbá  a Nepomuki Szent János-templom és domonkos kolostor, a 13. századi, felújított reneszánsz városháza, a török torony, és a pestis-oszlop.

## Nevezetességek
- Nepomuki Szent János-templom és kolostor - A 13. században téglából épült. Tornyából szép kilátás nyílik a városra.
- Török torony
- Városháza - korai reneszánsz stílus
- Természettudományi múzeum
- Bohuslav Mátyás Cernohorsky tiszteletére évenként megrendezett nemzetközi zenei fesztivál - Nymburk BM Cernohorsky nap.

## Itt született
- František Rachlík(wd) – író
- Josef Kramolín(wd) – barokk festő
- Emil Zimmler(wd) –  építőmérnök

## Itt élt

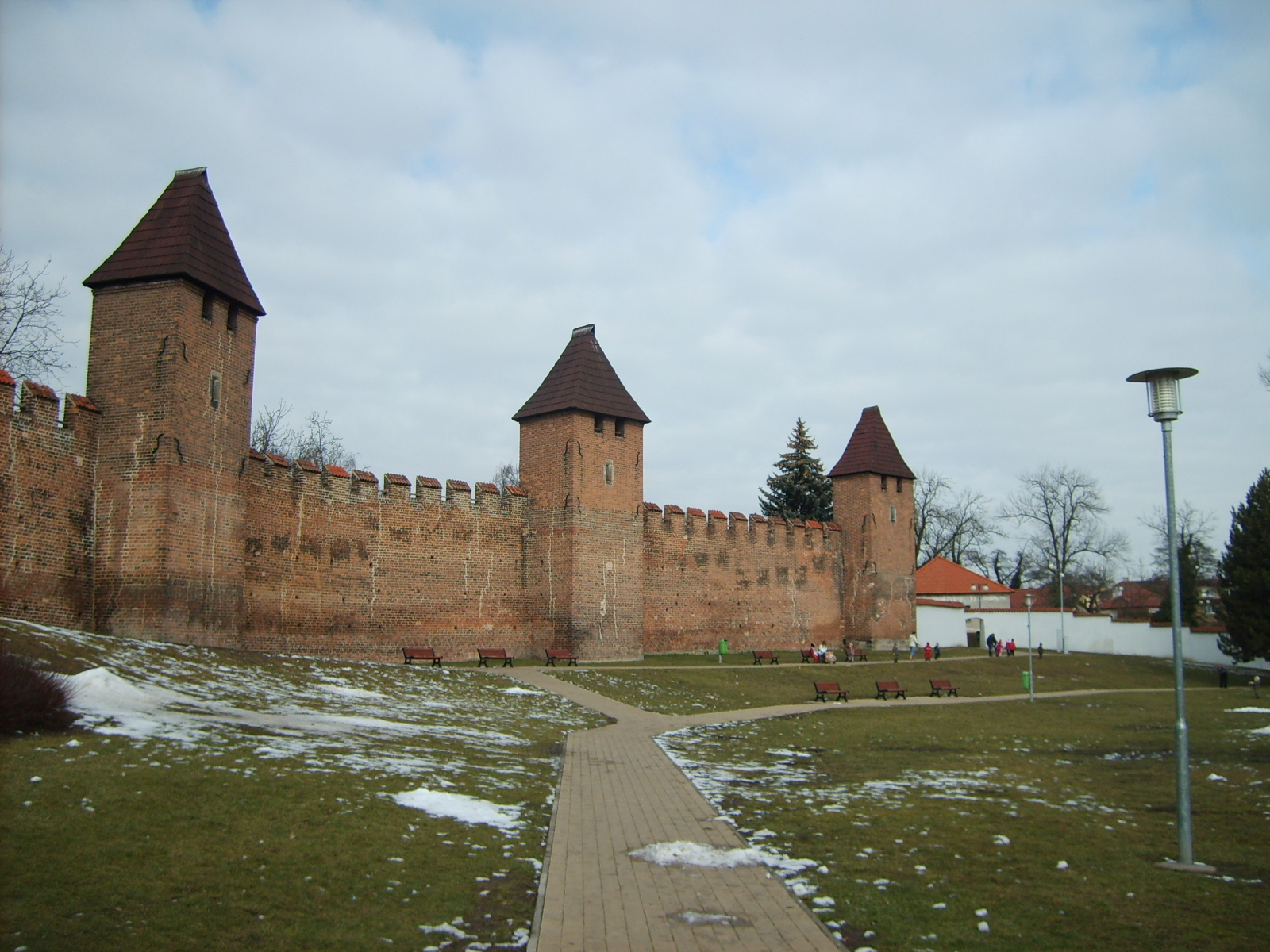
Nymburk középkori vára

- Bohumil Hrabal – a helyi sörgyárban töltötte gyermek- és fiatalkorát.

## Népesség
A település népessége az elmúlt években az alábbi módon változott:
| Lakosok száma | 3475 | 7843 | 11 853 | 12 585 | 14 033 | 14 796 | 14 979 | 15 063 | 14 797 | 15 510 |
|               | 1869 | 1900 | 1921   | 1961   | 1980   | 2011   | 2016   | 2019   | 2021   | 2024   |

## Testvérvárosai
- Magyarország Újfehértó, Magyarország
- Szlovákia Ruttka, Szlovákia